# کاکتوس‌های دیگرگل
کاکتوس‌های دیگرگل (نام علمی: Samaipaticereus corroanus) نام یک گونه از تبار مودارتباران است.